# Grammy Latino de Melhor Canção Urbana
O Grammy Latino de Melhor Canção Urbana é um prêmio apresentado anualmente no Grammy Latino, uma cerimônia que reconhece a excelência e promove uma consciência mais ampla da diversidade cultural e das contribuições de artistas latinos nos Estados Unidos e internacionalmente. De acordo com as definições das categorias regulamentadas pela Academia, a categoria é dedicada a premiar "músicas novas que contenham pelo menos 51% da letra em espanhol ou português. O prêmio é concedido ao(s) compositor(es) da referida música". Gravações instrumentais e covers não são elegíveis para a categoria.  
Foi entregue pela primeira vez aos músicos porto-riquenhos Eduardo Cabra e René Pérez da dupla Calle 13 em 2007. O prêmio foi concedido três vezes a compositores porto-riquenhos e uma vez a um compositor panamiano, espanhol e argentino em 2008, 2010 e 2011, respectivamente. O único compositor a receber este prêmio em mais de uma ocasião foi René Pérez. Em 2010, a rapper espanhola La Mala Rodríguez tornou-se a primeira mulher a vencer nesta categoria. Daddy Yankee detém o recorde de maior número de indicações sem vitória, com oito. Além disso, ele é o único artista indicado todos os anos desde o início da categoria (exceto em 2014). Em 2014, "Bailando" de Enrique Iglesias com Descemer Bueno e Gente De Zona tornou-se a primeira canção urbana a ganhar este prêmio e o Grammy Latino de Canção do Ano.

## Vencedores
| Ano  | Compositores                                                                                    | Obra                                    | Artista                                                        | Indicados | Ref.  |
| ---- | ----------------------------------------------------------------------------------------------- | --------------------------------------- | -------------------------------------------------------------- | --- | ----- |
| 2007 | Eduardo Cabra Panasuyo René Pérez                                                               | "Pa'l Norte"                            | Calle 13                                                       | - Mathieu e Orishas – "Hay Un Son" (Orishas) - will.i.am, Daddy Yankee e Fergie – "Impacto (Remix)" (Daddy Yankee feat. Fergie) - Sebastian Rocca e Michael Stuart – "Mi Tumbao" (Tres Coronas feat. Michael Stuart) - William Omar Landrón e Eliel Lind – "No Se De Ella (My Space)" (Don Omar feat. Wisin & Yandel) |       |
| 2008 | Flex                                                                                            | "Te Quiero"                             | Flex                                                           | - Tingui e Daddy Yankee – "Al Son del Boom" (Miguelito feat.Daddy Yankee) - Tito El Bambino – "El Tra" (Tito El Bambino) - Tego Calderón – "Ni Fu Ni Fa" (Tego Calderón) - Alexis, Fido e Toby Love – "Soy Igual Que Tú" (Alexis & Fido) | [ 1 ] |
| 2009 | Marcos Masis "Tainy" Wisin & Yandel                                                             | "Abusadora"                             | Wisin & Yandel                                                 | - Marcelo D2 e Nave – "Desabafo" (Marcelo D2) - Daddy Yankee – "Llamado de Emergencia" (Daddy Yankee) - 50 Cent, Nesty "La Mente Maestra", Wisin & Yandel – "Mujeres In The Club" (Wisin & Yandel feat. 50 Cent) - Don Omar – "Sexy Robotica" (Don Omar) | [ 2 ] |
| 2010 | La Mala Rodríguez                                                                               | "No Pidas Perdón"                       | La Mala Rodríguez                                              | - Daddy Yankee – "Descontrol" (Daddy Yankee) - Daddy Yankee – "Grito Mundial" (Daddy Yankee) - Eduardo Davalos, M. Garza and R. Rodríguez – "El Hornazo" (Cartel de Santa) - Everton Bonner, Don Omar, Sly Dunbar, Eliel e Lloyd Willis – "Hasta Abajo" (Don Omar) - Vico C por "Sentimiento" – (Vico C feat. Arcángel) | [ 3 ] |
| 2011 | Rafa Arcaute Calle 13                                                                           | "Baile de los Pobres"                   | Calle 13                                                       | - Renato Carosone, Mathew Handley, Duncan Maclennas, Nicola Salerno, Andrew Stanley e Pitbull (como Armando Pérez) – "Bon, Bon" (Pitbull) - Don Omar e Lucenzo – "Danza Kuduro" (Don Omar feat. Lucenzo) - Wisin & Yandel – "Estoy Enamorado" (Wisin & Yandel) - Daddy Yankee e Prince Royce – "Ven Conmigo" (Daddy Yankee feat. Prince Royce) | [ 4 ] |
| 2012 | Ramón Enrique Casillas & Don Omar                                                               | "Hasta Que Salga el Sol"                | Don Omar                                                       | - Max Deniro, Sak Noel, Pitbull, William Reyna e DJ Buddha – "Crazy People" (Sensato feat. Pitbull e Sak Noel) - Don Omar e Milton "Alcover" Restituyo – "Dutty Love" (Don Omar feat. Natti Natasha) - Alexis & Fido e Egbert Enrique Rosa Citron – "Energía" (Alexis & Fido) - Daddy Yankee – "Lovumba" (Daddy Yankee) |       |
| 2013 | Dante Spinetta e Emmanuel Horvilleur                                                            | "Ula Ula"                               | Illya Kuryaki and the Valderramas                              | - Dj Buddah, Papayo, Pitbull, Gregor Salto e Tzvetin Todorov – "Echa Pa'lla (Manos Pa'rriba)" (Pitbull) - Daddy Yankee, Eliezer Palacios, Giancarlo Rivera, Jonathan Rivera e Francisco Saldaña – "Limbo" (Daddy Yankee) - Clément Dumoulin e Mala Rodríguez – "Quien Manda" (Mala Rodríguez) - Jorge Drexler, Andrés Mujica Celis e Ana Tijoux – "Sacar la Voz" (Jorge Drexler e Ana Tijoux) |       |
| 2014 | Descemer Bueno Gente De Zona Enrique Iglesias                                                   | "Bailando"                              | Enrique Iglesias feat. Descemer Bueno & Gente De Zona          | - René Pérez e Eduardo Cabra – "Adentro" (Calle 13) - René Pérez e Eduardo Cabra – "Cuando Los Pies Besan El Piso" (Calle 13) - J Balvin & Farruko, "6 AM" – (J Balvin & Farruko) - André Célis & Ana Tijoux – "Vengo" (Ana Tijoux) |       |
| 2015 | J Balvin Rene Cano Alejandro "Mosty" Patiño Alejandro "Sky" Ramírez                             | "Ay Vamos"                              | J Balvin                                                       | - Alexis & Fido e Juan Jesús Santana – "A Ti Te Encanta" (Alexis & Fido) - Ilya, Savan Kotecha, Pitbull e Prince Royce – "Back It Up (Versão em espanhol)" (Prince Royce feat. Jennifer Lopez e Pitbull) - Tego Calderón e Ernesto Padilla – "Dando Break" (Tego Calderón) - Carlos Ortiz, Luis Ortiz e Daddy Yankee – "Sígueme Y Te Sigo" (Daddy Yankee) |       |
| 2016 | Egbert Rosa Cintrón Farruko Eduardo A. Vargas Berrios Yandel                                    | "Encantadora"                           | Yandel                                                         | - Miguel Correa, Cosculluela, Daddy Yankee, José Gómez, Roberto Martínez Lebrón, Jorge Oquendo e Orlando Javier Valle Vega – "A Donde Voy" (Cosculluela feat. Daddy Yankee) - De La Ghetto & Alejandro Ramírez Suárez – "Acércate" (De La Ghetto) - Juan Alonzo V. Angulo, Francisco Espinoza, David Rolas, Sito Rocks e Rafael Vargas – "12 Rosas" (David Rolas feat. Fulanito e Sito Rocks) - Arianna Puello – "Hardcore y Feroz" | [ 5 ] |
| 2017 | Rafael Arcaute Igor Koshkendey Residente                                                        | "Somos Anormales"                       | Residente                                                      | - Emicida e Rael – "A Chapa É Quente! (Língua Franca)" (Emicida & Rael) - Luis Díaz, Alejandro Estrada, Bruno Og e Jonathan Torres – "Coqueta" (Ghetto Kids) - Nicky Jam, Juan Diego Medina Vélez e Cristhian Mena – "El Amante" (Nicky Jam) - J Balvin, Camila Cabello, Phillip Kembo, Johnny Michell, Pitbull, Rosina "Soaky Siren" Russell, Jamie Sanderson e Tinashe "T-Collar" Sibanda – "Hey Ma" (Versão em espanhol) (Pitbull e J Balvin feat. Camila Cabello) - Lápiz Consciente e Vico C – "Papa" (Lápiz Consciente feat. Vico C) |       |
| 2018 | Urbani Mota Cedeño Juan G. Rivera Vazquez Luis Jorge Romero Daddy Yankee                        | "Dura"                                  | Daddy Yankee                                                   | - Anitta, J. Balvin, Justin Quiles & Alejandro Ramírez – "Downtown" (Anitta Feat. J Balvin) - Rene David Cano, Andy Clay, Karol G, Antonio Rayo & Omar Sabino – "Mi Cama" (Karol G) - J Balvin, Bad Bunny, Juan M. Frías, Luian Malave, Prince Royce, Edgar Semper & Xavier Semper – "Sensualidad" (Bad Bunny, Prince Royce & J Balvin) - J. Balvin, Nicky Jam & Juan Diego Medina Vélez – "X" (Nicky Jam & J Balvin) |       |
| 2019 | J Balvin Mariachi Budda Frank Dukes Teo Halm El Guincho Alejandro Ramirez Rosalía               | "Con Altura"                            | Rosalía e J Balvin feat. El Guincho                            | - Ozuna e Vicente Saavedra – "Baila Baila Baila" (Ozuna) - J Balvin, Rene Cano, De La Ghetto e Alejandro Ramirez – "Caliente" (De La Ghetto feat. J Balvin) - Kevyn Mauricio Cruz, Kevin Mauricio Jimenez Londoño, Bryan Lezcano Chaverra, Josh Mendez, Sech e Jorge Valdes – "Otro Trago" (Sech feat. Darell) - René Cano, ChocQuibtown, Kevyn Cruz Moreno, Juan Diego Medina Vélez, Andrés David Restrepo, Mateo Tejada Giraldo, Andrés Uribe Marín, Juan Vargas & Doumbia Yohann – "Pa' Olvidarte" (ChocQuibtown) |       |
| 2020 | Pablo Diaz-Reixa "El Guincho" Ozuna Rosalía                                                     | "Yo x Ti, Tu x Mi"                      | Rosalía & Ozuna                                                | - Anuel AA, Jhay Cortez, Marco Masis "Tainy" & Ozuna, compositores – "Adicto" (Tainy, Anuel AA y Ozuna) - Alejandro "Pututi" Arce, Ángel Alberto Arce, Luis Eduardo Cedeno Konig "Pucho", Roque Alberto Cedeno Konig "Tucutu", Gente De Zona, Paul Irizarry Suau "Echo", Andrea Mangiamanchi "Elena Rose", Daniel Joel Márquez Díaz, Yasmil Jesús Marrufo & Juan Morelli, compositores – "Muchacha" (Gente De Zona y Becky G) - Anitta, Tynashe Beam, Diplo, Eric Alberto-Lopez, MC Lan & Tropkillaz, compositores – "Rave de Favela" (MC Lan, Anitta, BEAM e Major Lazer) - J Balvin, O 'Neill, Justin Quiles, Alejandro "Sky" Ramírez & Taiko, compositores – "Rojo" (J Balvin) | [ 6 ] |
| 2021 | Descemer Bueno, El Funky, Gente De Zona, Yadam González, Beatriz Luengo, Maykel Osorbo & Yotuel | "Patria y Vida"                         | Yotuel, Gente De Zona, Descemer Bueno, Maykel Osorbo, El Funky | - Farina, Joshua Javier Méndez, Sech, Jonathan Emmanuel Tobar & Jorge Valdés Vásquez, compositores – "A Fuego" (Farina) - J Balvin, Alejandro Borrero, Jhay Cortez, Kevyn Mauricio Cruz Moreno, Derek Drymon, Mark Harrison, Stephen Hillenburg, Alejandro Ramírez, Ivanni Rodríguez, Blaise Smith, Tainy & Juan Camilo Vargas, compositores – "Agua" (Tainy & J Balvin) - Bad Bunny, Jhay Cortez, Nydia Laner, Gabriel Mora, Egbert Rosa & Tainy, compositores – "Dákiti" (Bad Bunny & Jhay Cortez) - Myke Towers & Jay Wheeler, compositores – "La Curiosidad" (Jay Wheeler, DJ Nelson & Myke Towers)                                                                           | [ 7 ] |
| 2022 | Bad Bunny                                                                                       | "Tití Me Preguntó"                      | Bad Bunny                                                      | - Rauw Alejandro & Chencho Corleone, José M. Collazo, Jorge Cedeño Echevarria, Luis Jonuel González, Eric Pérez Rovira, Jorge E. Pizarro Ruiz & Nino Karlo Segarra, compositores – "Desesperados" (Rauw Alejandro & Chencho Corleone) - Tainy, Bad Bunny & Julieta Venegas, compositores – "Lo Siento BB:/" (Bad Bunny, Tainy & Julieta Venegas) - Luis Miguel Gomez Castaño, Becky G & Karol G, Ovy On The Drums, Justin Quiles, Elena Rose & Daniel Uribe, songwriters – "Mamiii" (Becky G & Karol G) - Samantha M. Cámara, Nicky Jam, Vicente Jiménez, Dallas James Koehlke, Manuel Larrad & Juan Diego Medina Vélez, compositores – "Ojos Rojos" (Nicky Jam)                  | [ 8 ] |
| 2023 | Santiago Alvarado, Bizarrap & Quevedo                                                           | "Quevedo: Bzrp Music Sessions, Vol. 52" | Bizarrap feat. Quevedo                                         | - Maria Becerra, compositora – "Automático" (Maria Becerra) - Bad Bunny & Austin Santos, compositores – "La Jumpa" (Arcangel feat. Bad Bunny) - Nelson Onell Diaz, Farruko, Gocho, Franklin Jovani Martinez & Eric Perez Rovira, compositores – "Mi Mejor Canción" (Gocho feat. Farruko) - Kevyn Mauricio Cruz, Karol G, Ovy On The Drums & Shakira, compositores – "TQG" (Karol G feat. Shakira) - Jowan, Andres David Restrepo, Joan Manuel Ubinas Jimenez & Yandel, compositores – "Yandel 150" (Yandel & Feid) | [ 9 ] |